# Helena Junkiewicz
Helena Junkiewicz (ur. 1923 w Otołczycach, zm. 19 września 1944 w Warszawie) – oficer Wojska Polskiego.
W chwili wybuchu II wojny światowej Helena Junkiewicz była uczennicą gimnazjum w Pińsku, a dwa lata później wraz z rodziną została deportowana do obozu pracy w Kraju Krasnojarskim na Syberii. W 1943 roku skorzystała z amnestii dla przesiedlonych i zgłosiła się do tworzonej 1 Dywizji Piechoty im. Tadeusza Kościuszki, gdzie przydzielono ją do Samodzielnego Batalionu Kobiecego im. Emilii Plater, a następnie wysłano do Riazania na pięciomiesięczny kurs oficerski. Ukończyła go posiadając stopień chorążego, została mianowana dowódcą plutonu w 3 Dywizji Piechoty im. Romualda Traugutta, z którą przeszła szlak bojowy aż do Warszawy. Zginęła od ran podczas próby forsowania Wisły przez pluton usiłujący wspomóc powstańców warszawskich.
Była jedną z postaci, których śmierć władze PRL usiłowały wykorzystać w kreowaniu propagandowego obrazu walki o wolną, socjalistyczną ojczyznę (podobnie jak Lucynę Herc).

## Upamiętnienie
Obecnie jej postać upamiętnia jedynie nadana 24 listopada 1975 roku nazwa ulicy na warszawskim osiedlu Targówek.